# كأس اليونان 2014–15
كأس اليونان 2014–15 (باليونانية: Κύπελλο Ελλάδος ποδοσφαίρου ανδρών 2014-15)‏ هو الموسم 73 من كأس اليونان. أشرف على تنظيمه الاتحاد الإغريقي لكرة القدم، وكان عدد الأندية المشاركة فيه 46، وفاز فيه نادي أولمبياكوس.